# Strophaire vert-de-gris
Stropharia aeruginosa
Espèce
Stropharia aeruginosa, le strophaire vert-de-gris, est une espèce de champignons basidiomycètes de la famille des strophariacées. C'est l'espèce type du genre Stropharia.

## Description du sporophore
Chapeau visqueux de couleur vert-de-gris (3 à 7 cm de diamètre), souvent plus foncé dans sa partie centrale, qui a le bord garni de mèches blanches noyées dans une substance gluante.
Son pied bleu-verdâtre (5-9 x 0,5-1 cm), bien en chair, est également parsemé de petites mèches caduques de couleur blanche et possède un  anneau  étroit, membraneux et visqueux.
Ses lames de couleur bleu pâle devenant brun pourpré sont assez serrées, adnées et un peu échancrées sur le pied.
Sa chair, de couleur blanchâtre, n'a pas d'odeur bien particulière.

## Taxinomie
Son nom scientifique provient de l'adjectif latin : aeruginosus, érugineux en français soutenu, qui qualifie la couleur de l'airain (aes), c’est-à-dire du cuivre ou du bronze, oxydé ; ce vert-de-gris, parfois bleuté, est caractéristique de ce champignon.

## Habitat
Il pousse au sol dans tous les bois, dans les feuilles mortes, le long des sentiers et particulièrement dans les endroits riches en fumures organiques, de l'été à la fin de l'automne.

## Utilisation
C'est un champignon qui n'est pas considéré comme toxique mais qui est de tellement mauvaise qualité que cela ne vaut pas la peine de se risquer à le manger.